# The Rose of Paris
The Rose of Paris er en amerikansk stumfilm fra 1924 instrueret af Irving Cummings.

## Medvirkende
- Mary Philbin som Mitsi
- Robert Cain som Christian
- John St. Polis som André du Vallois
- Rose Dione som Madame Bolomoff
- Dorothy Revier som Florine du Vallois
- Gino Corrado som Paul Maran
- Doreen Turner som Yvette
- Ed Brady som Jules
- Károly Huszár som Victor